# Den skönaste ros har jag funnit
Den skönaste ros har jag funnit är en julpsalm som skrevs av den danske psalmdiktaren Hans Adolph Brorson. I original hette den Den yndigste Rose er funden och publicerades 1732 i "Nogle Jule-psalmer". Psalmen översattes till svenska av Johan Michael Lindblad och utgavs 1848 i hans egen sångsamling "Andeliga Sånger". Senare trycktes den i Svenska Missionsförbundets sångbok 1920. Två olika melodier brukar användas till denna psalm: Oscar Ahnfelts I en djup oändlig skog eller Wilhelm Gottlieb Beckers Willkommen, o abend, dem Müden.
Originaltexten ingår i Danmarks kulturkanon.

## Publicerad
- i "Nogle Jule-psalmer" 1732
- Översättning från danskan av Johan Michael Lindblad i hans Andeliga sånger 1848.
- Nr 513 i Herde-Rösten 1892 under rubriken Frid och sällhet.
- Nr 64 i Svenska Missionsförbundets sångbok 1920 under rubriken Jesu person.
- Nr 104 i Sionstoner 1935 under rubriken Frälsningens grund i Guds kärlek och förverkligande genom Kristus.
- Nr 287 i Guds lov 1935 under rubriken En kristens saliga frid och trygghet.
- Nr 122 i Den Danske Salmebog Online 2003